# Liễu Thăng

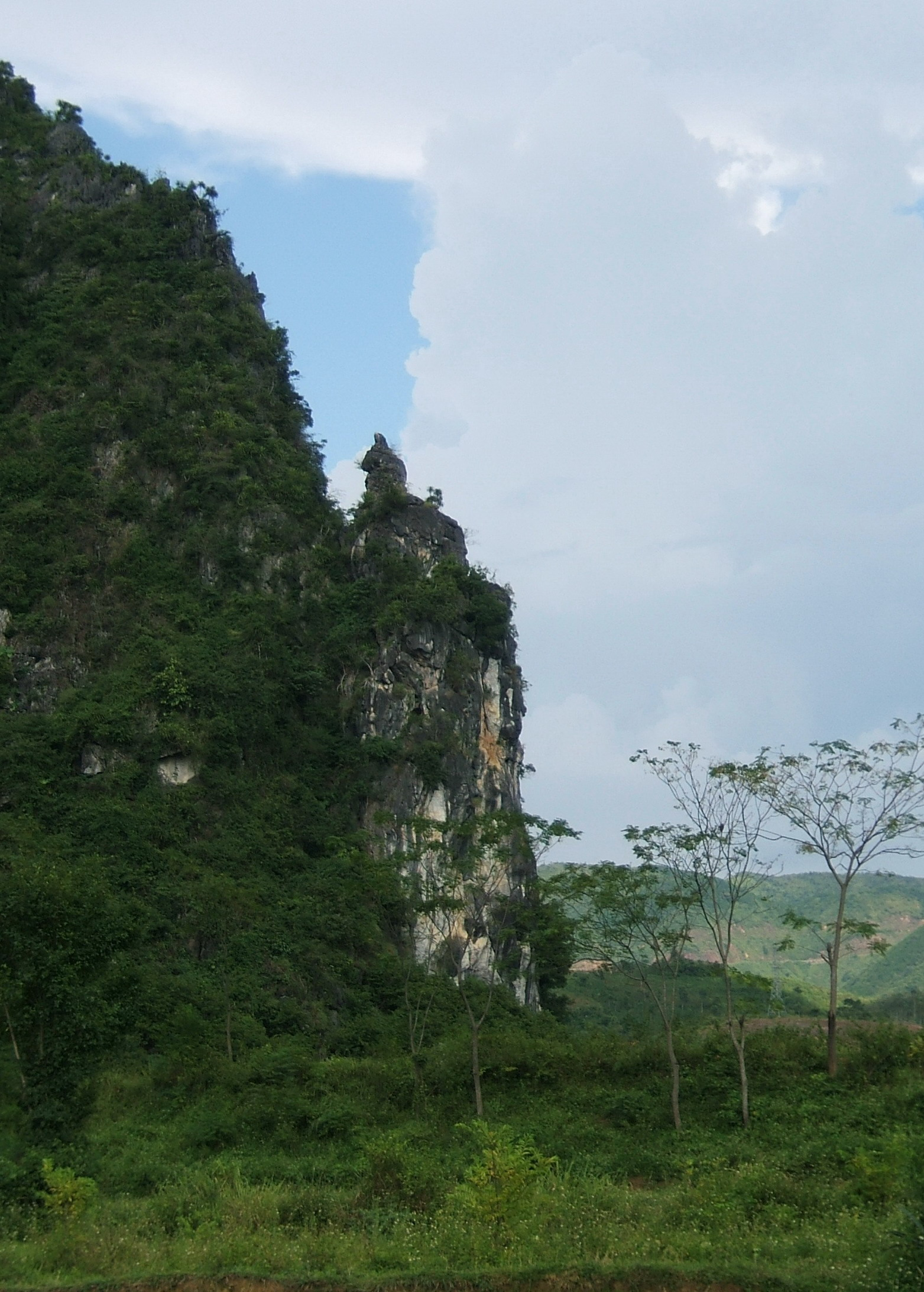
Liễu Thăng Thạch, tương truyền sau khi Liễu Thăng bị Lê Sát chém cụt đầu đã hóa đá nơi đây

Liễu Thăng (柳升 hoặc 柳昇, ?-1427), tự Tử Tiêm (子漸), là một võ tướng nhà Minh, thống lĩnh đạo quân sang cứu viện cho đạo quân xâm lược của nhà Minh tại Đại Việt trước đây, nhưng sau đó bị nghĩa quân Lam Sơn phục kích và tử trận trong trận Chi Lăng năm 1427.

## Thân thế
Theo Minh sử cuốn 154, Liễu Thăng là người huyện Hoài Ninh, phủ An Khánh, Kinh sư (nay là thành phố An Khánh, tỉnh An Huy). Cha Liễu Thăng là một võ tướng nhỏ, từng theo phò Minh Thái Tổ. Vì vậy, từ trẻ, Liễu Thăng được tập ấm cha, giữ chức Yên Sơn hộ vệ bách hộ qua đến đời Minh Huệ Đế. Trong loạn Tĩnh Nan, Liễu Thăng tham gia trong đội quân của Yên vương Chu Đệ, tham chiến hơn 20 trận lớn nhỏ. Khi Chu Đệ giành được ngôi đế, Liễu Thăng được xét công, thăng đến chức Tả quân Đô đốc thiêm sự.

## Sang Việt Nam lần đầu
Tháng 9 năm 1406, khi đang là Tả quân Đô đốc thiêm sự, Thăng được lệnh theo Chu Năng, Trương Phụ đem quân tấn công Đại Ngu. Tháng 5 năm 1407, đem thủy quân truy đuổi tàn quân nhà Hồ tới cửa biển Kỳ La, Hà Tĩnh. Quân Minh lần lượt bắt được vua Hồ Quý Ly và các con Hồ Hán Thương, Hồ Nguyên Trừng.
Tháng 6 năm 1407, Thăng nhận lệnh Trương Phụ giao cùng Lỗ Lân dẫn giải cha con họ Hồ về Kim Lăng, được thăng chức An Viễn bá, mỗi năm được hưởng bổng lộc nghìn thạch.

## Hoạt động ở Trung Quốc
Năm 1409, Liễu Thăng cùng Trần Tuyên đem thủy quân đi tuần biển, đến vùng biển Thanh Châu, phá cướp biển người Nhật Bản, truy đuổi tới tận đảo Bạch Sơn thuộc Kim Châu, Liêu Ninh. Cùng năm, tham gia quân Bắc chinh, đem quân bản bộ tấn công và đánh bại lãnh tụ người Mông Cổ là Arughtai (sử Minh chép là 阿魯台, A Lỗ Đài). Trong trận này, quân Liễu Thăng sử dụng súng thần cơ đánh thắng quân Mông Cổ. Sau chiến tích, được lên tước An Viễn hầu, bổng lộc tăng thêm 500 thạch.
Minh Nhân Tông lên ngôi, Liễu Thăng được giao cai quản hữu phủ, hàm gia thêm thành Thái tử thái phó.

## Sang Việt Nam lần hai
Khi Vương Thông bị nghĩa quân Lam Sơn vây đánh ở Đông Quan (nay là Hà Nội), triều đình nhà Minh sai Liễu Thăng làm Tổng binh cùng Bảo Định bá Lương Minh làm Phó tổng binh, Đô đốc Thôi Tụ làm Tham tướng, Thượng thư Lý Khánh làm Tán quân vụ đem 10 vạn quân và 2 vạn ngựa từ Quảng Tây (Minh sử chép là 7 vạn quân), cùng Kiềm quốc công Mộc Thạnh đem 5 vạn quân từ Vân Nam sang cứu viện. Lúc nhận lệnh, Liễu Thăng là Chinh Lỗ Phó tướng quân An Viễn hầu.
Quân của Liễu Thăng đi đường từ Quảng Tây tiến vào Lạng Sơn. Tướng Lam Sơn là Trần Lựu giữ cửa Pha Lũy (ải Nam Quan) vờ không địch nổi Liễu Thăng, rút lui về Ải Lưu. Liễu Thăng đánh tiếp Ải Lưu, Trần Lựu lại không giữ nổi (thực chất là cố ý dụ quân của Liễu Thăng vào sâu trong ải), phải lui về Chi Lăng. Mấy lần đánh đều thắng và cộng thêm việc Lê Lợi lại giả vờ sợ Liễu Thăng bằng cách viết thư xin Liễu Thăng hoãn binh để cho Trần Cảo được lập làm vua nên Liễu Thăng sinh tự đắc.
Ngày 18 tháng 9 âm lịch, Liễu Thăng sai quân đánh Chi Lăng. Trần Lựu ra nghênh chiến rồi giả thua bỏ chạy để dẫn Liễu Thăng vào trận địa mai phục của Lê Sát. Liễu Thăng khinh địch chỉ dẫn 100 quân kỵ đuổi theo, bị chém đầu mà chết vào ngày 20 tháng Chín năm Đinh Mùi (tức ngày 10 tháng 10 năm 1427).

Theo Minh thực lục:
Ngày 10 (01-10-1427 dương lịch), Tổng binh quan An Viễn hầu (安遠侯) Liễu Thăng (柳升) cùng các tướng đến đất Giao Chỉ (交阯), bị chặn lại ở ải Quan Lưu (関留). Lê Lợi (黎利) cùng các đầu mục lớn nhỏ đều viết thư sai người đến doanh trại xin bãi binh, để dân nghỉ ngơi, lập hậu duệ họ Trần (陳) làm chủ đất ấy. Liễu Thăng nhận thư nhưng không mở, sai người tâu lên.
Khi ấy giặc ở nơi quân triều đi qua đều lập rào chắn chống giữ, quân triều liên tiếp phá được, tiến thẳng đến ải Trấn Di (鎮夷関) như vào chốn không người. Liễu Thăng khinh địch. Tuy ông dũng cảm nhưng ít mưu. Khi đó Tả phó tổng binh Bảo Định bá (保定伯) Lương Minh (梁銘), tham tán quân sự Thượng thư Lý Khánh (李慶) đều bị bệnh. Lễ bộ lang trung Sử An (史安), chủ sự Trần Dung (陳鏞) nói với Lý Khánh rằng: “Xem sắc mặt chủ tướng đều kiêu căng, mà kiêu là điều binh gia kiêng kỵ. Giặc nghịch xảo trá, có thể giả yếu để dụ ta. Huống chi chiếu thư răn dạy rõ ràng, phải đề phòng giặc đặt phục binh, đây là cơ nguy an. Công nên gắng sức nói ra.” Khánh gắng gượng lên xe, nói với Liễu Thăng, Thăng đồng ý nhưng vẫn không nghiêm phòng bị. Đến trước Đảo Mã Pha (倒馬坡 Đèo Đảo Mã), chỉ cùng hơn 100 kỵ binh phi trước qua cầu, vừa qua thì cầu sập, đội sau bị ngăn không tiến được. Chỗ Liễu Thăng đi toàn là đất bùn lầy, giặc phục binh nổi lên bốn phía, Thăng trúng tên chết, người theo đều bị tiêu diệt.

Khi ấy Hữu tham tướng Đô đốc Thôi Tụ (崔聚) thu quân chỉnh đốn đội ngũ. Ngày hôm đó Lương Minh bệnh chết, hôm sau Lý Khánh cũng chết. Lại hôm sau Thôi Tụ dẫn quân tiến đến sông Xương Giang (昌江), gặp giặc, quân triều ít mà giặc đông, quân triều liều chết chiến đấu, giặc thúc voi trợ thế, quân triều rối loạn, Tụ bị giặc bắt. Giặc lớn tiếng hô: “Hàng thì không giết.” Quân triều hoặc chết, hoặc chạy tán loạn về, rốt cuộc không ai hàng. Lang trung Sử An, chủ sự Trần Dung, Lý Tông Phảng (李宗昉) đều chết trong ngày, chỉ có chủ sự Phan Hậu (潘厚) thoát về.

## Người vàng Liễu Thăng
Năm Chính Thống thứ 12 (1447), ông được Minh Anh Tông truy tặng Dung quốc công, thụy là Tương Mẫn (襄愍).
Khởi nghĩa Lam Sơn thắng lợi, Minh Tuyên tông công nhận Lê Lợi làm An Nam quốc vương (tức xem Việt Nam là quốc gia độc lập), nhưng yêu sách nhà Lê mỗi khi sang sứ phải mang theo "người vàng Liễu Thăng" (tượng hình Liễu Thăng đúc bằng vàng) để đền mạng cho Liễu Thăng, kèm theo sản vật địa phương. Để giữ yên bờ cõi, chấm dứt chiến tranh, Lê Thái Tổ chấp nhận việc cống người vàng đó.
Năm Tuyên Đức thứ 4 (1429), Minh sử (明 史) lại ghi nhận việc Lê Lợi "tiến cống phương vật và người vàng thế thân". Đến năm 1433, Lê Lợi mất, con là Lê Lân (tức Lê Thái Tông) lên ngôi, nhà Minh sai sứ là Từ Kì sang điếu tang đồng thời vặn hỏi về việc "thuế cống không như ngạch [đã định]" và "quân sĩ đánh phương Nam chưa về hết". Nghe lời của Từ Kì "khuyên bảo chuyện họa phúc", vua Lê Thái Tông lại sai sứ sang dâng cống người vàng và phương vật vào năm 1434. Từ đó tới hơn 100 năm sau, đến hết thời Lê sơ, sử liệu Trung Hoa không ghi nhận thêm đợt cống người vàng nào nữa.
Phải sang thời nhà Mạc, Mạc Đăng Dung vì nhún nhường trước nhà Minh nên tự thân chịu trói (tượng trưng) đến Trấn Nam Quan "đầu hàng" và dâng cống người vàng, người bạc thay mình. Việc này được sử nhà Minh ghi là vào năm Gia Tĩnh thứ 19 (1540). Việc đó sang thời Lê trung hưng, nhà Thanh lên thay thế nhà Minh vẫn phải tiếp tục. Mãi đến năm 1718, Nguyễn Công Hãng đi sứ nhà Thanh có đề nghị và được vua Khang Hy chấp thuận chấm dứt việc bỏ cống người vàng. Tuy nhiên, có tài liệu cho rằng, việc bãi bỏ cống người vàng là kết quả của lần đi sử năm Ất Mùi, niên hiệu Vĩnh Thịnh thứ 11 (1715), chánh sứ lúc đó là Tả thị lang bộ Hộ Nguyễn Công Cơ và Thái bộc tự khanh Lê Anh Tuấn, phó sứ là Thượng bảo tự khanh Đình Nho Hoàn.
Về kích thước, 2 bức tượng người vàng, người bạc của Lê Lợi, Lê Thái Tông nặng 100 lạng (khoảng 3,78 kg). Còn người bạc thời Lê Trung hưng thì Toàn thư, Loại chí có chép "tượng cao 1 thước 2 tấc, nặng 10 cân" (cao khoảng 48 cm và nặng khoảng 6,05 kg).
Về hình dạng, người vàng Lê Lợi, Lê Thái Tông và Mạc Đăng Dung tiến cống được Minh sử miêu tả có dạng: "đầu tóc rũ rượi như người tù, hai tay trói quặt đằng sau". Đến khi nhà Lê Trung hưng tiến người vàng, hình trạng có sự thay đổi nhất định. Khởi đầu, nhà Lê trung hưng dự định đúc người vàng "mặc áo chầu, đội mũ chầu, đứng tự do, mặt ngửa lên như là hình dạng của vua Lê cầu ơn ở thượng quốc", nhưng nhà Minh cho rằng như vậy là có ý "kiêu ngạo" nên bắt phải đổi về hình dạng cũ. Tuy nhiên, nhà Lê Trung hưng cho rằng không thể đồng nhất người vàng của họ Lê với họ Mạc được (một bên là chính thống, một bên là tiếm nghịch). Cuối cùng, hai bên đồng ý ở hình trạng "đứng tự do, cúi đầu".